# Список глав государств в 1330 году
Список глав государств в 1329 году — 1330 год — Список глав государств в 1331 году — Список глав государств по годам

## Азия
- Анатолийские бейлики —
  - Айдыногуллары — Айдыноглу Мехмед-бей, бей (1308 — 1334)
  - Артукиды — Салих Шамс ад-дин, эмир Мардина (1312 — 1364)
  - Гермиян — 
    - Якуб I, бей (1299 — 1330)
    - Мухаммад-бег, бей (1330 — 1360)

  - Инанчогуллары — Инанк Бей, бей (1305 — 1335)
  - Исфендиярогуллары — 
    - Ибрахим I Гийас ад-дин, бей (1309 — 1346)
    - Али ад-дин, бей (1309 — 1339)

  - Караманиды — Ибрахим I, бейлербей (1312 — 1332,  1340 — 1349)
  - Карасы — Яхши Хан, бей (1328 — 1345)
  - Ментеше — Орхан Шуджа ад-дин, бей (1319 — 1337)
  - Османская империя — Орхан I, удж-бей (1326 — 1359)
  - Саруханогуллары — Сару-хан, бей (1300 — 1346)
  - Сахиб-Атаогуллары — Нусреддин Ахмед, бей (ок. 1289 — 1341)
  - Хамидиды — Исхак-бег Наджм ад-дин, бей (1328 — 1344)
- Грузинское царство — Георгий V Блистательный, царь (1329 — 1346)
  - Самцхе-Саатабаго — Саргис II, атабег (1306 — 1334)
- Дайвьет — Чан Хьен Тонг, император[англ.] (1329 — 1341)
- Индия —
  - Амбер (Джайпур) — Джанси Рао, раджа[кат.] (1317 — 1366)
  - Ахом — Сукхаангпхаа, махараджа[англ.] (1293 — 1332)
  - Бхавнагар — Мохдажи Раножи, раджа (1309 — 1347)
  - Венад[англ.] — Удайя Мартанда Варма, махараджа[англ.] (1313 — 1333)
  - Восточные Ганги[англ.] — Нарасимха Дева III, царь[англ.] (1328 — 1352)
  - Делийский султанат — Мухаммад-шах II, султан (1325 — 1351)
  - Дунгарпур — Бхоо Чанд, раджа (1303 — 1331)
  - Камата — 
    - Дхарма Нараян, махараджа (1325 — 1330)
    - Дурлабх Нараян, махараджа (1330 — 1350)

  - Качари — Пурандар, царь (ок. 1316 — ок. 1336)
  - Кашмир (Лохара) — Удайянадева, царь[англ.] (1320 — 1339)
  - Манипур — Конгиямба, раджа[англ.] (1324 — 1335)
  - Марвар (Джодхпур) — Чада, раджа (1328 — 1344)
  - Мевар — Хамир Сингх I, махараджа (1326 — 1364)
  - Пандья — Вира Пандяьн IV, раджа (1310 — 1345)
  - Редди[англ.] — Пролайя Вема, раджа[кат.] (1325 — 1335)
  - Сирохи — Тедж Сингх, раджа (1321 — 1336)
  - Хойсала — Вира Баллаладэва III, махараджадхираджа (1291 — 1343)
- Индонезия —
  - Дармашрайя[англ.] — Трибхуванараджа Маули Вармадева, султан (1286 — 1347)
  - Маджапахит — Трибхувана Виджайятунгадеви (Дия Гитаржа), раджа (1328 — 1350)
  - Пасай — Ахмад I, султан (1326 — 133?)
  - Сунда — Лингга Девата, махараджа (1311 — 1333)
  - Тернате — Сили Айя (Сиданг Ариф Маламо), султан (1322 — 1331)
- Иран —
  -  Баванди — Шараф аль-Мулюк, испахбад (1328 — 1334)
  -  Музаффариды — Мубариз ад-Дин Мухаммад, атабек (1314 — 1358)
  -  Хазараспиды — 
    - Нусрат аль-Дин Ахмад, атабек (1296 — 1330)
    - Рукн аль-Дин Юсуф Шах II, атабек (1330 — 1340)
- Йемен —
  -  Расулиды — Аль-Муджахид Али, эмир (1322 — 1363)
- Картиды — 
  - Шамс уд-Дин Мухаммад, малик (1329 — 1330)
  - Хафиз ибн Гийас уд-Дин, малик (1330 — 1332)
- Кедах — Ибрагим Шах, султан[англ.] (1321 — 1373)
- Киликийское царство — Левон V, царь (1320 — 1342)
- Кипрское королевство — Гуго IV, король (1324 — 1358)
- Кхмерская империя (Камбуджадеша) — Джаяварман IX, император (1327 — 1336)
- Корея (Корё)  — 
  - Чхунсук, ван (1313 — 1330, 1332 — 1339)
  - Чхунхе, ван (1330 — 1332, 1339 — 1344)
- Лемро — Мин Хти, царь[англ.] (1279 — 1373)
- Мальдивы — Омар I, султан (1307 — 1341)
- Михрабаниды[англ.] — 
  - Нусрат аль-Дин Мухаммад, малик[англ.] (1318 — 1330)
  - Катб аль-Дин Мухаммад, малик[англ.] (1330 — 1346)
- Монгольская империя — 
  - Золотая Орда (Улус Джучи) — Узбек-хан, хан (1313 — 1341)
  - Китай (Империя Юань) — Туг-Тэмур, император (1328 — 1329, 1329 — 1332)
  - Хулагуиды — Абу Саид Бахадур-хан, ильхан (1316 — 1335)
  - Чагатайский улус — Тармаширин, хан (1326 — 1334)
- Мьянма — 
  - Мяньчжун — Узана, царь (1325 — 1369)
  - Пинья — Узана I, царь[англ.] (1325 — 1340)
  - Сикайн — Тарабья I, царь[англ.] (1327 — 1335/1336)
  - Хантавади — 
    - Со Зейн, царь[англ.] (1323 — 1330)
    - Зейн Пюн, царь[англ.] (1330)
    - Со Э, царь[англ.] (1330)
    - Бенья Э Ло, царь[англ.] (1330 — 1348)
- Рюкю — 
  - Нандзан — Офусато, ван (1314 — 1398)
  - Тюдзан — Тамагусуку, ван (1314 — 1337)
  - Хокудзан — Хандзи, ван (1314 — 1395)
- Сингапура[англ.] — Санг Нила Утама (Три Буана), раджа[англ.] (1299 — 1347)
- Таиланд — 
  - Ланнатай — Саенпу, король[англ.] (1325 — 1334)
  - Сукхотаи (Сиам) — Нгуанамтхом, король (1323 — 1347)
- Трапезундская империя — 
  - Алексей II, император (1297 — 1330)
  - Андроник III, император (1330 — 1332)
- Тямпа — Те Анан, царь (1318 — 1342)
- Ширван — Кей Кубад, ширваншах (1317 — 1348)
- Шри Ланка — 
  - Дамбадения[англ.] — Виджайябаху V, царь (1325/1326 — 1344/1345)
  - Джафна — Мартанда Синкайярийян, царь[англ.] (1325 — 1348)
- Япония — 
  - Го-Дайго, император (1318 — 1339)
  - Морикуни-синно, сёгун (1308 — 1333)

## Америка
- Аскапоцалько — Акольнауакатль, тлатоани (1320 — 1343)
- Куско — Капак Юпанки, сапа инка (1320 — 1350)
- Тескоко — Кинацин, тлатоани (1318 — 1357)

## Африка
- Абдальвадиды (Зайяниды) — Абу Ташуфин I, султан (1318 — 1337)
- Бенинское царство — Оэн, оба[англ.] (1329 — 1366)
- Вогодого — Нааба Сорба (Наримторе), нааба (ок. 1320 — ок. 1335)
- Египет (Мамлюкский султанат) — Мухаммад I ан-Насир, султан (1293 — 1294, 1299 — 1309, 1310 — 1341)
- Йифат — 
  - Хусейн, халиф (ок. 1328 — ок. 1330)
  - Аль-Мансур I, халиф (ок. 1330 — ок. 1332)
- Канем — Абдалла II Абулиньи ибн Каде, маи (1326 — 1345)
- Кано[англ.] — Цамийя, король[англ.] (1307 — 1343)
- Килва — Абу аль-Мавахиб аль-Хасан ибн Сулейман, султан (1310 — 1333)
- Мали — Муса I, манса (1312 — 1337)
- Мариниды — Абу Саид Усман II, султан (1310 — 1331)
- Нри[англ.] — Джиофо I, эзе[англ.] (1300 — 1390)
- Хафсиды — Абу Бакр II, халиф (1318 — 1346)
- Эфиопия — Амдэ-Цыйон I, император (1314 — 1344)

## Европа
- Англия — Эдуард III, король (1327 — 1377)
- Афинское герцогство — Гильом II, герцог (1317 — 1338)
- Ахейское княжество — Иоанн де Гравина, князь (1318 — 1332)
- Болгарское царство — 
  - Михаил III Шишман, царь (1323 — 1330)
  - Иван Стефан, царь (1330 — 1331)
- Валахия — Басараб I Основатель, господарь (ок. 1310 — 1352)
- Венгрия — Карл Роберт, король (1308 — 1342)
  - Босния — Степан Котроманич, бан (1322 — 1353)
- Византийская империя — Андроник III Палеолог, император (1328 — 1341)
- Дания — Кристофер II, король (1319 — 1326, 1329 — 1332)
- Ирландия —
  - Десмонд — Кормак Маккарти, король (1326 — 1359)
  - Коннахт — Тойрделбах О Конхобар, король (1317 — 1318, 1324 — 1342)
  - Тир Эогайн — Эйнри мак Бриайн мейк Аода Буидне, король (1325 — 1345)
  - Томонд — Муйрхертах O’Брайен, король (1317 — 1343)
- Испания —
  - Ампурьяс — Педро (Пере) I, граф (1325 — 1341)
  - Арагон — Альфонсо IV Кроткий, король (1327 — 1336)
  - Гранадский эмират — Мухаммад IV ибн Исмаил, эмир (1325 — 1333)
  - Кастилия и Леон — Альфонсо XI Справедливый, король (1312 — 1350)
  - Мальорка —  Хайме III Смелый, король (1324 — 1344)
  - Наварра — Жанна II, королева (1328 — 1349)
  - Пальярс Верхний — 
    - Сибилла, графиня (ок. 1295 — 1330)
    - Арнау Роже II, граф (1330 — 1343)

  - Прованс — Роберт Мудрый, граф (1309 — 1343)
  - Урхель — Хайме I, граф (1327 — 1347)
- Италия —
  - Венецианская республика — Франческо Дандоло, дож (1329 — 1339)
  - Мантуя — Лудовико I Гонзага, народный капитан и сеньор (1328 — 1360)
  - Милан — Аццоне Висконти, синьор (1329 — 1339)
  - Монферрат — Теодоро I Палеолог, маркграф (1306 — 1338)
  - Салуццо — 
    - Манфредо IV, маркграф (1296 — 1330)
    - Манфредо V, маркграф (1330 — 1332)
    - Фредерик I, маркграф (1330 — 1336)

  - Неаполитанское королевство — Роберт Мудрый, король (1309 — 1343)
  - Сицилийское королевство — Федериго II, король (1296 — 1337)
  - Феррара и Модена — 
    - Обиццо III д’Эсте, маркиз Феррары (1317 — 1352)
    - Ринальдо д’Эсте, маркиз Феррары (1317 — 1335)
    - Николо I д’Эсте, маркиз Феррары (1317 — 1344)
    - Бертольдо I д’Эсте, маркиз Феррары (1317 — 1343)
- Литовское княжество — Гедимин, великий князь (1316 — 1341)
  -  Киевское княжество — Ольгимунд Гольшанский, князь (ок. 1324 — ок. 1331)
- Наксосское герцогство — Николо I Санудо, герцог (1323 — 1341)
- Норвегия — Магнус VII Эрикссон, король (1319 — 1343)
- Островов королевство — Джон I Макдональд, король Островов и Кинтайра (1318 — 1386)
- Папская область — 
  - Иоанн XXII, папа римский (1316 — 1334)
  - Николай V, антипапа (1328 — 1330)
- Польша — Владислав I Локетек, король (1320 — 1333)
  - Гневкоское княжество — Казимир III Гневковский, князь (1314 — 1332, 1343 — 1347/1350)
  - Добжинское княжество — Владислав I Локетек, князь[пол.] (1328 — 1333)
  - Ленчицкое княжество — Владислав Горбатый, князь[пол.] (1327 — 1351/1352)
  - Мазовецкое княжество — 
    - Варшавское княжество — Тройден І, князь[англ.] (1313 — 1341)
    - Плоцкое княжество — Вацлав Плоцкий, князь[пол.] (1313 — 1336)
    - Равское княжество — Земовит II, князь[пол.] (1313 — 1345)
    - Черское княжество — Тройден І, князь[англ.] (1310 — 1341)

  - Серадзское княжество — Пшемысл Иновроцлавский, князь (1327 — 1339)
  - Силезские княжества —
    - Бжегское княжество — Болеслав III Расточитель, князь (1311 — 1352)
    - Бытомское княжество — Владислав Бытомский, князь (1316 — 1352)
    - Вроцлавское княжество — Владислав Легницкий, князь (1311 — 1335)
    - Глогувское княжество — Пшемысл Глоговский, князь (1318 — 1331)
    - Зембицкое княжество — Болеслав II Зембицкий, князь (1322 — 1341)
    - Легницкое княжество — Болеслав III Расточитель, князь (1312 — 1342)
    - Намыслувское княжество — Болеслав III Расточитель, князь (1323 — 1338, 1342)
    - Немодлинское княжество — Болеслав Немодлинский, князь (1313 — 1362/1365)
    - Олесницкое княжество — Конрад I Олесницкий, князь (1321 — 1366)
    - Опольское княжество — Болеслав II Опольский, князь (1313 — 1356)
    - Освенцимское княжество — Ян I Схоластик, князь (1321/1324 — 1372)
    - Ратиборское княжество — Лешек Рацибужский, князь (1306 — 1336)
    - Саганское (Жаганьское) княжество — Генрих IV Верный, князь (1309 — 1342)
    - Свидницкое княжество — 
      - Болеслав II Малый, князь (1326 — 1368)
      - Генрих II Свидницкий, князь (1326 — 1345)

    - Стрелецкое княжество — Альбрехт Стрелецкий, князь[пол.](1323 — 1375)
    - Сцинавское княжество — Ян Сцинавский, князь[пол.] (1317 — 1365)
    - Тешинское (Цешинское) княжество — Казимир I Цешинский, князь (1315 — 1358)
    - Яворское княжество — Генрих I Яворский, князь (1312 — 1346)
- Португалия — Афонсу IV Храбрый, король (1325 — 1357)
- Русские княжества — 
  -  Владимиро-Суздальское княжество — Александр Васильевич Суздальский, великий князь Владимирский (1328 — 1331)
    -  Белозерское княжество — Роман Михайлович, князь (1314 — ок. 1339)
    -  Галич-Мерское княжество — Фёдор Давыдович, князь (1310 — ок. 1335)
    -  Дмитровское княжество — Борис Давыдович, князь (1310 — 1334)
    -  Московское княжество — Иван I Данилович Калита, князь (1325 — 1340)
    -  Ростовское княжество — 
      - Константин Васильевич, князь Ростово-Борисоглебский (1320 — 1365)
      - Федор Васильевич, князь Ростово-Усретинский (1320 — 1331)

    -  Стародубское княжество — 
      - Федор Иванович, князь (1315 — 1330)
      - Дмитрий Федорович, князь (1330 — 1354)

    -  Суздальское княжество — Александр Васильевич, князь (1309 — 1331)
    -  Тверское княжество — Константин Михайлович, князь (1327 — 1338, 1339 — 1345)
      -  Кашинское княжество — Василий Михайлович, князь (1319 — 1348)

    -  Ярославское княжество — Василий Давидович Грозные Очи, князь (1321 — 1345)

  -  Брянское (Черниговское) княжество — Дмитрий Романович, князь (1314 — 1333, 1340 — ок. 1352)
  -  Галицко-Волынское княжество — Юрий II Болеслав, князь (1325 — 1340)
    -  Луцкое княжество — Любарт Гедиминович, князь (1323 — 1383)

  -  Новгородское княжество — Иван I Данилович Калита, князь (1328 — 1337)
  -  Рязанское княжество — Иван Иванович Коротопол, князь (1327 — 1342)
  -  Смоленское княжество — Иван Александрович, князь (1313 — 1359)
- Священная Римская империя — 
  - Людвиг IV Баварский, император Священной Римской империи, король Германии (1328 — 1347)
  - Фридрих III Австрийский, король Германии (1314 — 1330)
  - Австрия — 
    - Фридрих I Красивый, герцог (1308 — 1330)
    - Альбрехт II Мудрый, герцог (1330 — 1358)
    - Оттон Веселый, герцог (1330 — 1339)

  - Ангальт — 
    - Ангальт-Бернбург — Бернхард III, князь (1323 — 1348)
    - Ангальт-Цербст — 
      - Альбрехт II, князькнязь (1316 — 1362)
      - Вальдемар I, князькнязь (1316 — 1368)

  - Бавария — 
    - Верхняя Бавария — Людвиг IV, герцог (1294 — 1347)
    - Нижняя Бавария — 
      - Генрих XIV, герцог (1310 — 1339)
      - Оттон IV, герцог (1310 — 1334)
      - Генрих XV, герцог (1312 — 1333)

  - Баден — 
    - Рудольф III, маркграф (1288 — 1332)
    - Рудольф Гессо, маркграф (1297 — 1335)
    - Баден-Пфорцхайм — Рудольф IV, маркграф (1291 — 1348)
    - Баден-Хахберг — 
      - Генрих III, маркграф (1290 — 1330)
      - Генрих IV, маркграф (1330 — 1369)

    - Баден-Эберштейн — Фридрих II, маркграф (1291 — 1333)

  - Бар — Эдуард I, граф (1302 — 1336)
  - Берг — Адольф VIII, граф (1308 — 1348)
  - Брабант и Лимбург — Жан III, герцог (1312 — 1355)
  - Бранденбург — Людвиг I Баварский, маркграф (1323 — 1351)
  - Брауншвейг — 
    - Брауншвейг-Вольфенбюттель — 
      - Отто, герцог (1318 — 1344)
      - Магнус I, герцог (1318 — 1369)
      - Эрнест I, герцог (1318 — 1344)

    - Брауншвейг-Грубенхаген — 
      - Генрих II, герцог (1322 — ок. 1351)
      - Эрнест I, герцог (1322 — 1361)
      - Вильгельм, герцог (1322 — 1360)

    - Брауншвейг-Люнебург — 
      - Оттон II Сильный, герцог (1277 — 1330)
      - Оттон III, герцог (1330 — 1369)
      - Вильгельм II, герцог (1330 — 1369)

  - Вальдек — Генрих IV, граф (1305 — 1344)
  - Веймар-Орламюнде[нем.] — 
    - Веймар[нем.] — 
      - Оттон V, граф (1318 — 1340)
      - Фридрих I, граф (1319 — 1347)
      - Герман VI, граф (1319 — 1334)
      - Оттон VI, граф (1319 — 1334)

    - Орламюнде[нем.] — Генрих III, граф (1283 — 1344)

  - Вестфалия — Генрих II фон Вирнебург, герцог (курфюрст Кельнский) (1304 — 1332)
  - Вюртемберг — Ульрих III, граф (1325 — 1344)
  - Гелдерн — Рейнальд II, граф (1318 — 1339)
  - Гессен — Генрих II Железный, ландграф (1328 — 1376)
  - Голландия — Вильгельм III, граф (1304 — 1337)
  - Гольштейн — 
    - Гольштейн-Киль[англ.] — Иоанн III Мирный, граф (1316 — 1359)
    - Гольштейн-Пиннеберг — Адольф VII, граф (1315 — 1354)
    - Гольштейн-Плён[англ.] — Герхард V, граф (1323 — 1350)
    - Гольштейн-Рендсбург[англ.] — Герхард III, граф (1304 — 1340)

  - Каринтия — Генрих VI Хорутанский, герцог (1310 — 1335)
  - Клеве — Дитрих VIII, граф (1310 — 1347)
  - Лотарингия — Рауль, герцог (1329 — 1346)
  - Лужицкая (Саксонская Восточная) марка — Людвиг II Баварский, маркграф (1323 — 1351)
  - Люксембург — Иоганн (Ян) Слепой, граф (1313 — 1346)
  - Марк — Адольф II, граф (1328 — 1347)
  - Мейсенская марка — Фридрих II Серьезный, маркграф (1323 — 1349)
  - Мекленбург — Альбрехт II, князь (1329 — 1348)
    - Мекленбург-Верле — 
      - Иоанн II, князь (1316 — 1337)
      - Иоганн III, князь (1316 — 1350)

  - Монбельяр — Отенин, граф (1322 — 1332)
  - Намюр — 
    - Жан I, маркграф (1298 — 1330)
    - Жан II, маркграф (1330 — 1335)

  - Нассау — 
    - Нассау-Вейльбург — Герлах I, граф (1298 — 1344)
    -  Нассау-Дилленбург[англ.] — Генрих II, граф (1328 — 1343)
    -  Нассау-Хадамар[нем.] —  Эмих I, граф (1303 — 1334)

  - Ольденбург — 
    - Иоганн III, граф (1315 — 1342)
    - Конрад I, граф (1324 — 1347)

  - Померания — 
    - Померания-Вольгаст — 
      - Богуслав V Великий, герцог (1326 — 1368)
      - Барним IV, герцог (1326 — 1365)
      - Вартислав V, герцог (1326 — 1368)

    - Померания-Щецин — Оттон I, герцог (1295 — 1344)

  - Рейнский Пфальц — Рудольф II, пфальцграф (1329 — 1353)
  - Саарбрюккен — Иоганн I, граф (1308 — 1342)
  - Савойя — Аймон Миролюбивый, граф (1329 — 1343)
  - Саксония — 
    - Саксен-Виттенберг — Рудольф I, герцог (1298 — 1356)
    - Саксен-Бергедорф-Мёльн — Альбрехт IV, герцог (1322 — 1343)
    - Саксен-Ратцебург-Лауэнбург — Эрик I, герцог (1308 — 1338)

  - Тироль — Генрих II Хорутанский, граф (1310 — 1335)
  - Трирское курфюршество — Бодуэн Люксембургский, курфюрст (1307 — 1354)
  - Тюрингия — Фридрих II Серьезный, ландграф (1323 — 1349)
  - Хахберг-Заузенберг — Рудольф II, маркграф (1318 — 1352)
  - Чехия — Ян I Слепой, король (1310 — 1346)
    - Опавское княжество — Микулаш II, князь (1318 — 1337)

  - Шверин — 
    - Шверин-Виттенбург — Отто I, граф (1327 — 1357)
    - Шверин-Шверин — Генрих III, граф (1307 — 1344)

  - Шлезвиг — 
    - Герхард I Гольштейн-Рендсбург, герцог[англ.] (1326 — 1330)
    - Вальдемар V, герцог[англ.] (1325 — 1326, 1330 — 1364)

  - Эно (Геннегау) — Вильгельм I, граф (1304 — 1337)
  - Юлих — Вильгельм VI, граф (1328 — 1356)
- Сербия — Стефан Урош III, король (1322 — 1331)
- Тевтонский орден — Вернер фон Орзельн, великий магистр (1324 — 1330)
  - Ливонский орден — Эберхард фон Монхайм, ландмейстер (1328 — 1340)
- Франция — Филипп VI Валуа, король (1328 — 1350)
  - Арманьяк — Жан I, граф (1319 — 1373)
  - Блуа — Ги I де Шатильон, граф (1307 — 1342)
  - Бретань — Жан III Добрый, герцог (1312 — 1341)
  - Бургундия (герцогство) — Эд IV, герцог (1315 — 1350)
  - Бургундия (графство) и Артуа — 
    - Жанна II, графиня (1315 — 1330)
    - Жанна III, графиня (1330 — 1347)

  - Невер — Людовик II, граф (1322 — 1346)
  - Овернь и Булонь — Гильом XII, граф (1325 — 1332)
  - Фландрия — Людовик I Неверский, граф (1322 — 1346)
  - Фуа — Гастон II, граф (1315 — 1343)
- Швеция — Магнус II Эрикссон, король (1319 — 1364)
- Шотландия — Давид II, король (1329 — 1332, 1336 — 1371)
- Эпирское царство — Иоанн II Орсини, царь (1323 — 1335)

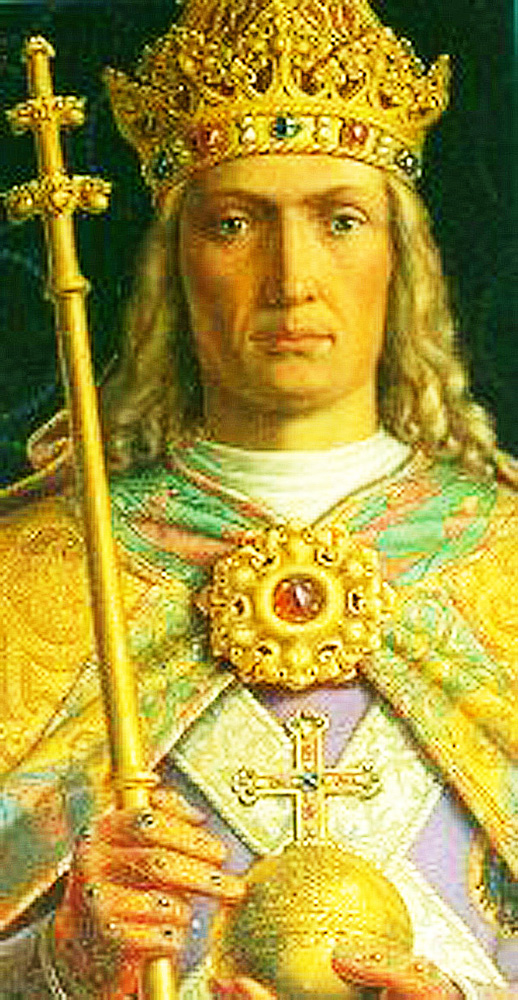
Людвиг IV Баварский 1328-1347 Император Священной Римской империи, король Германии
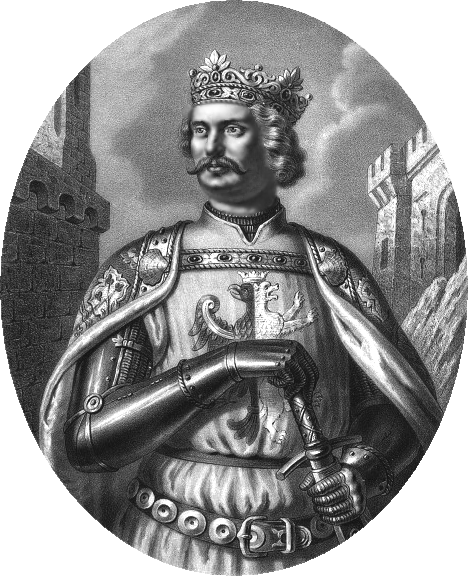
Владислав I Локотек 1320-1333 Король Польши
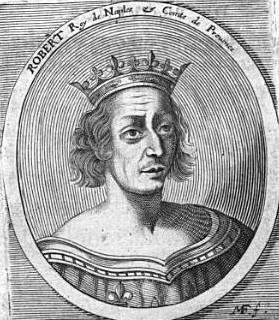
Роберт Мудрый 1309-1343 Король Неаполя
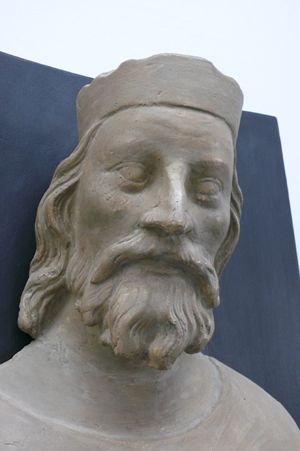
Ян I Слепой 1310-1346 Король Чехии
Гедимин 1316-1341 Великий князь Литовский
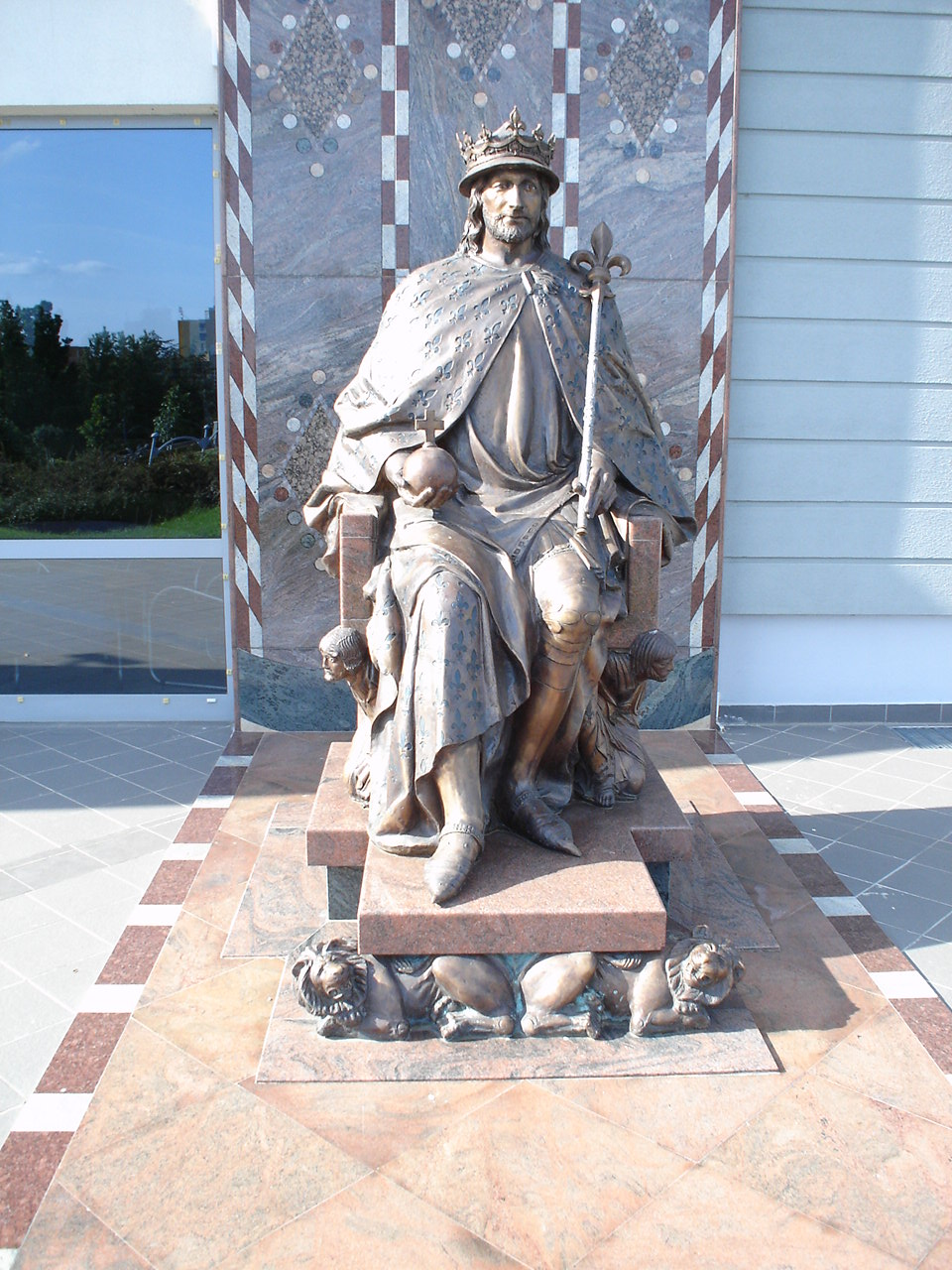
Карл Роберт 1308-1342 Король Венгрии
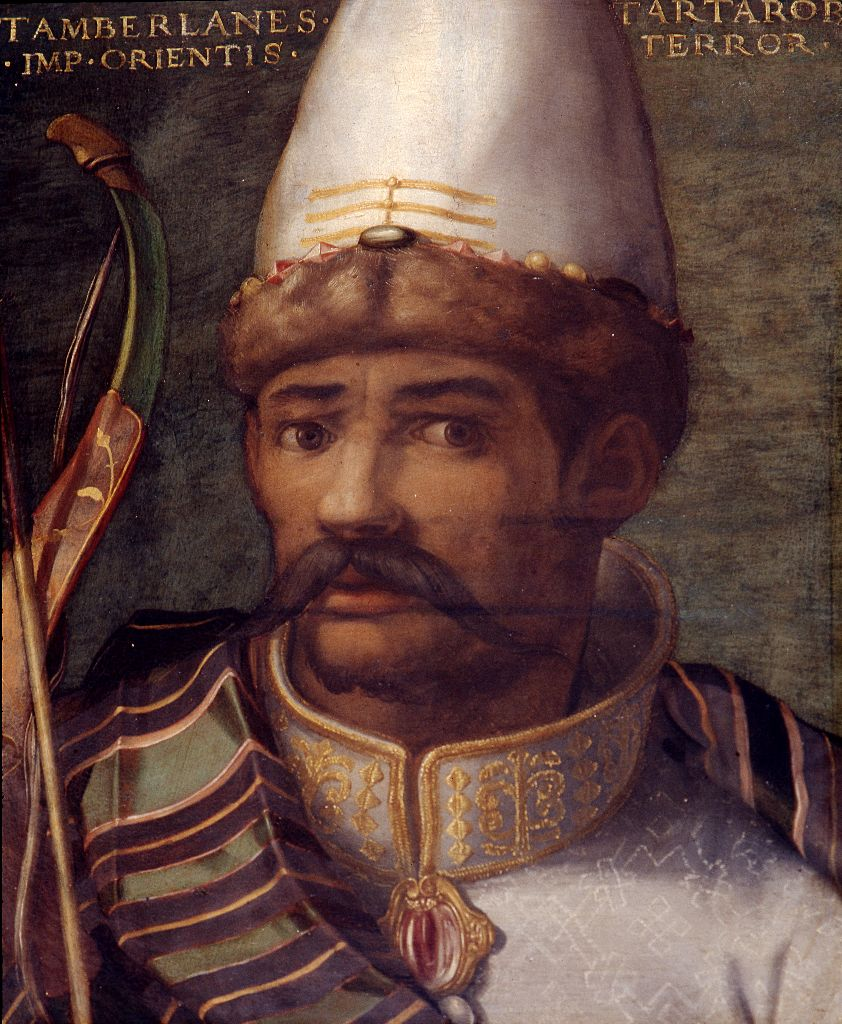
Тармаширин 1326-1334 Хан Чагатайского улуса
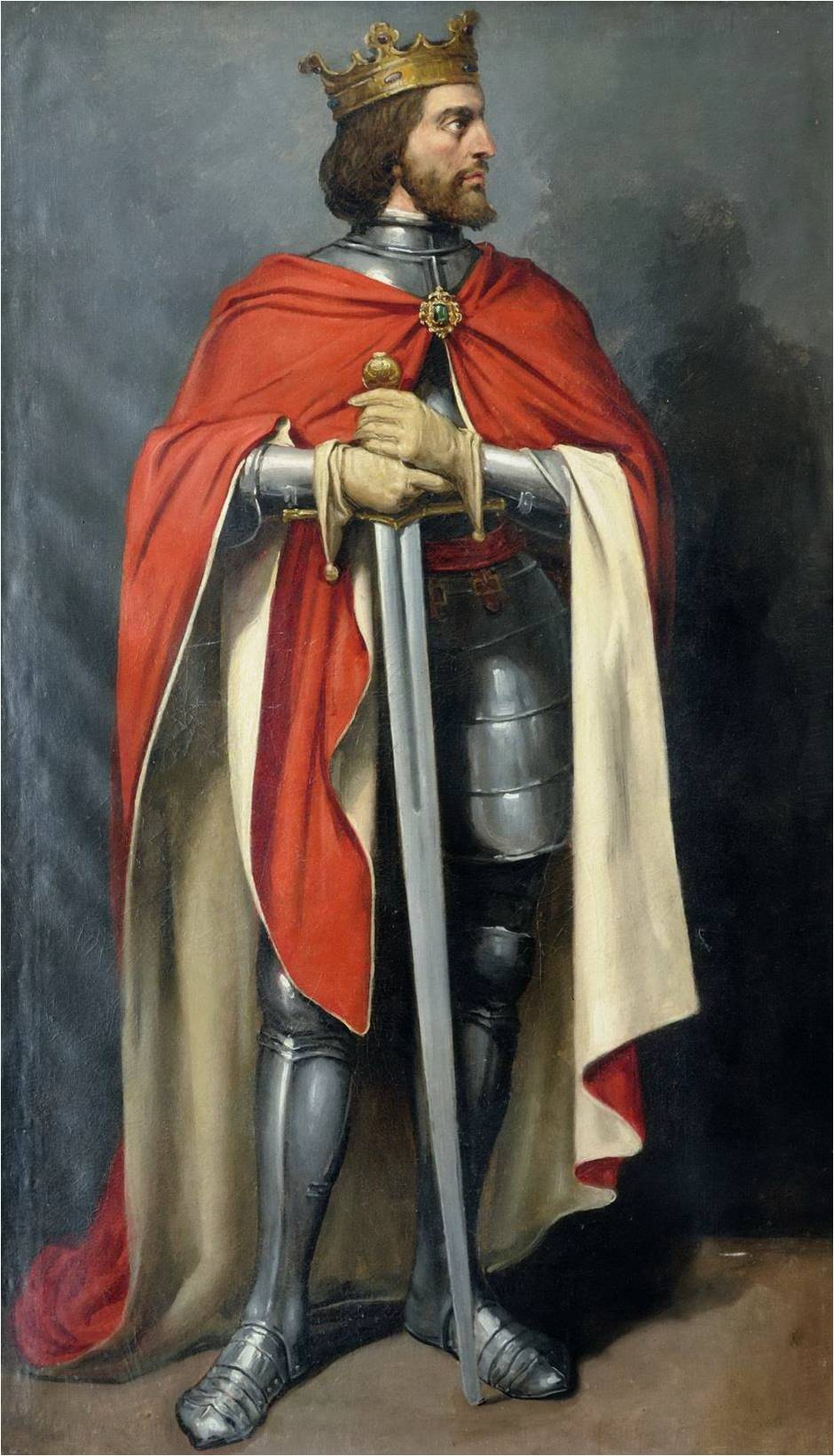
Альфонсо XI 1312-1350 Король Кастилии и Леона
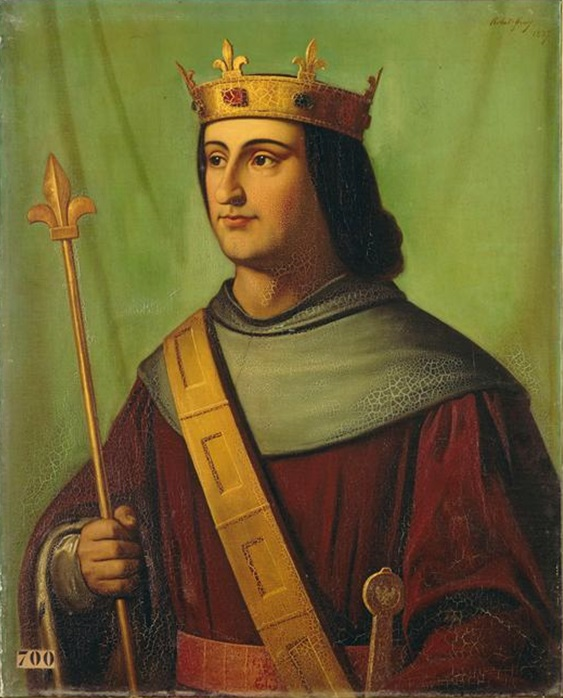
Филипп VI 1328-1350 Король Франции
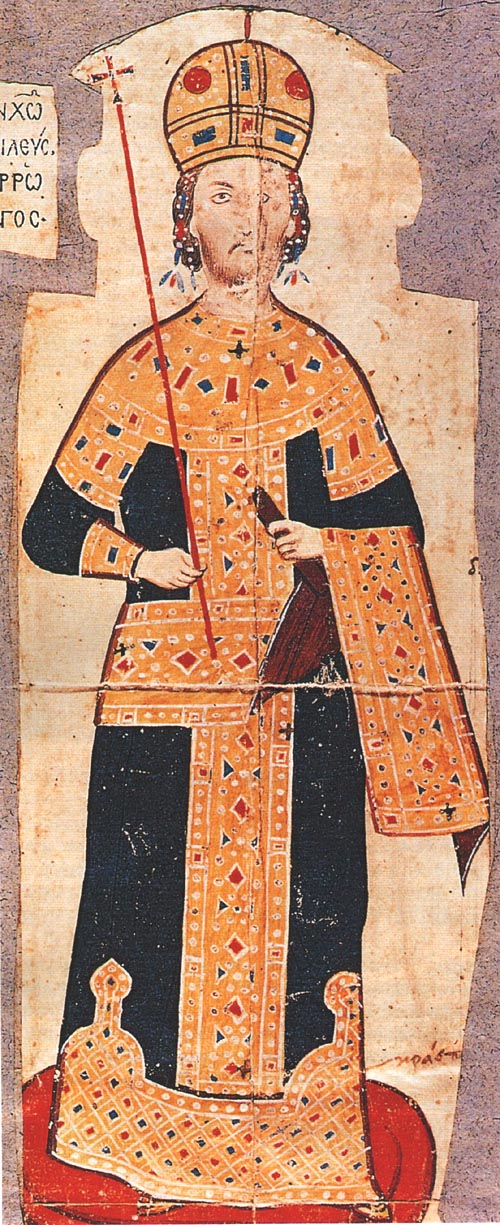
Андроник III 1328-1341 Император Византии
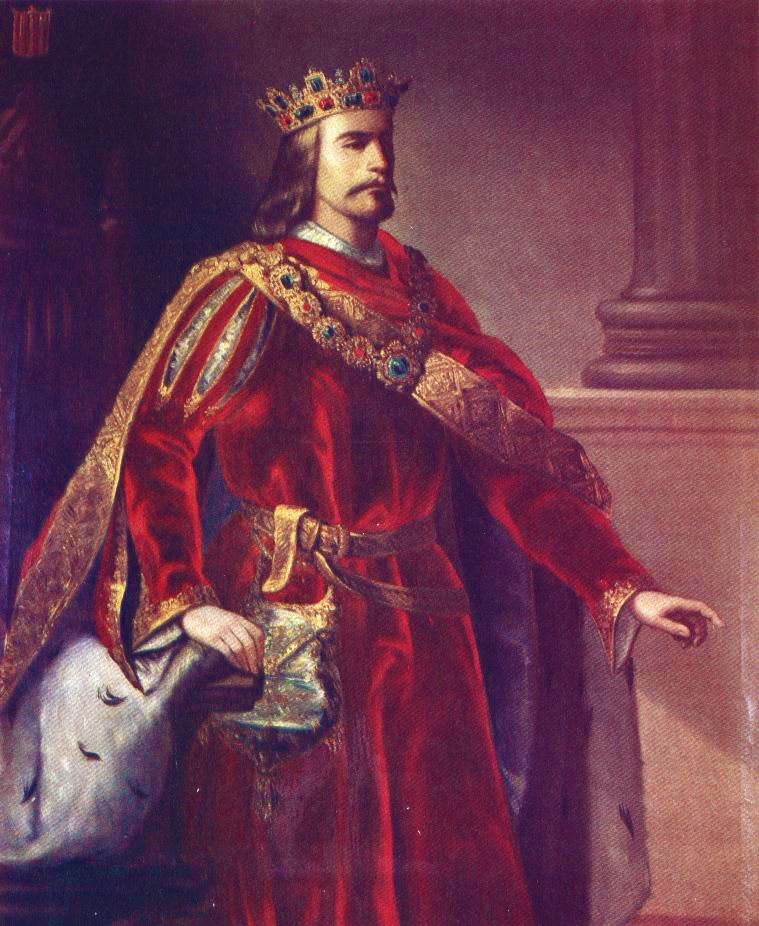
Альфонсо IV 1327-1336 Король Арагона
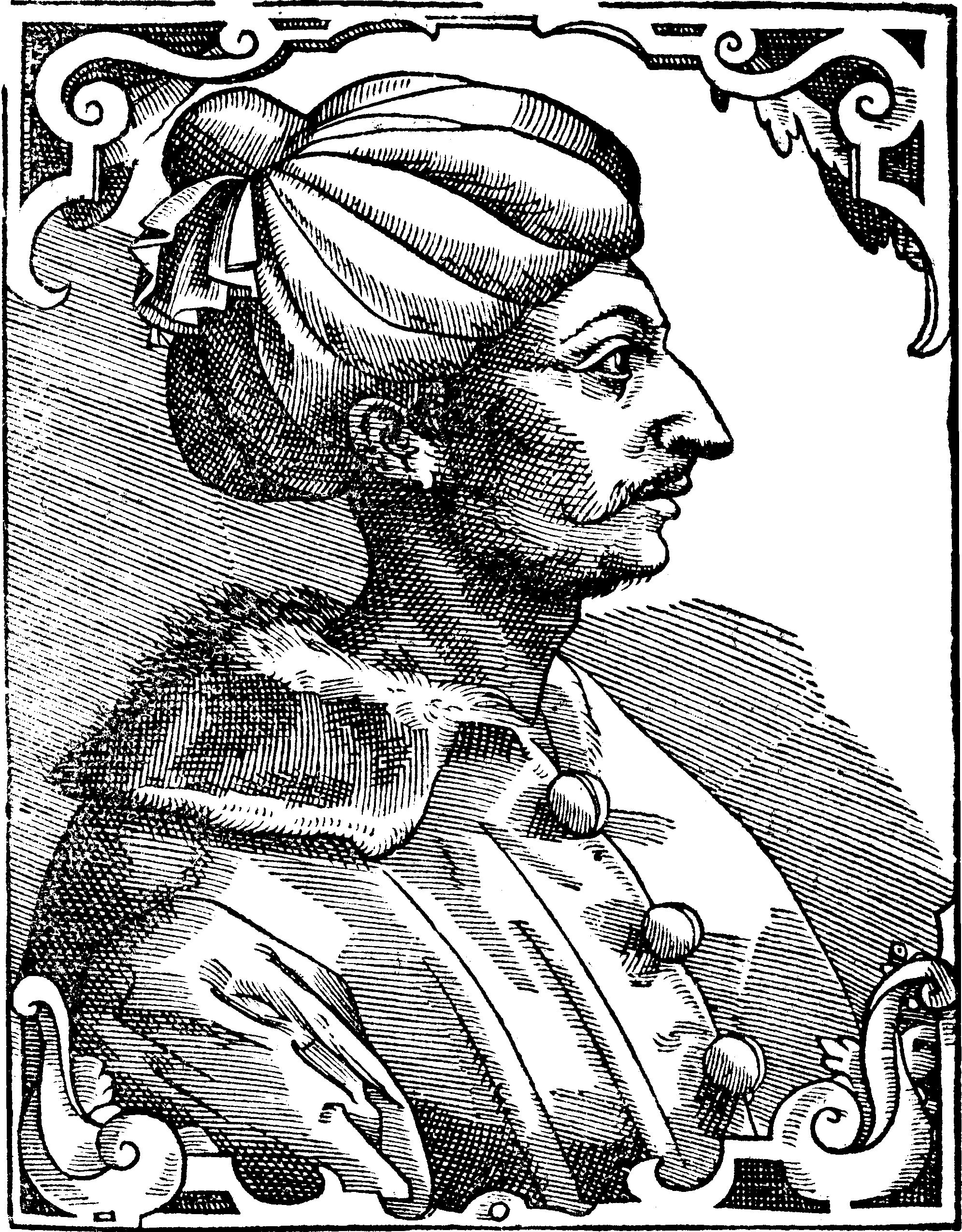
Орхан I 1326-1359 Улубей османов
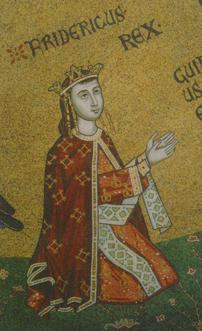
Федериго II 1296-1337 Король Сицилии
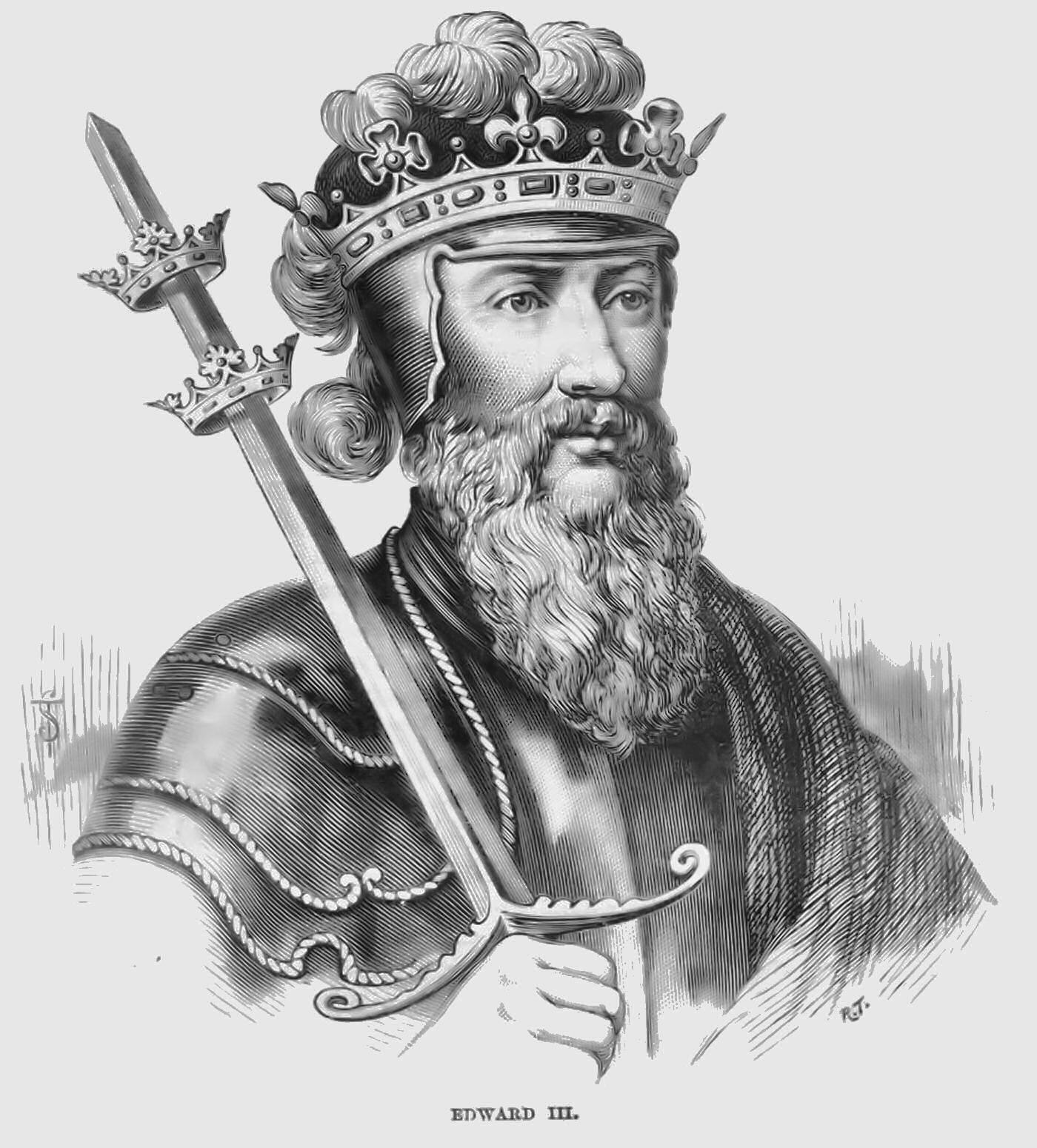
Эдуард III 1327-1377 Король Англии
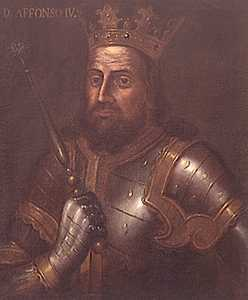
Афонсу IV Храбрый 1325-1357 Король Португалии
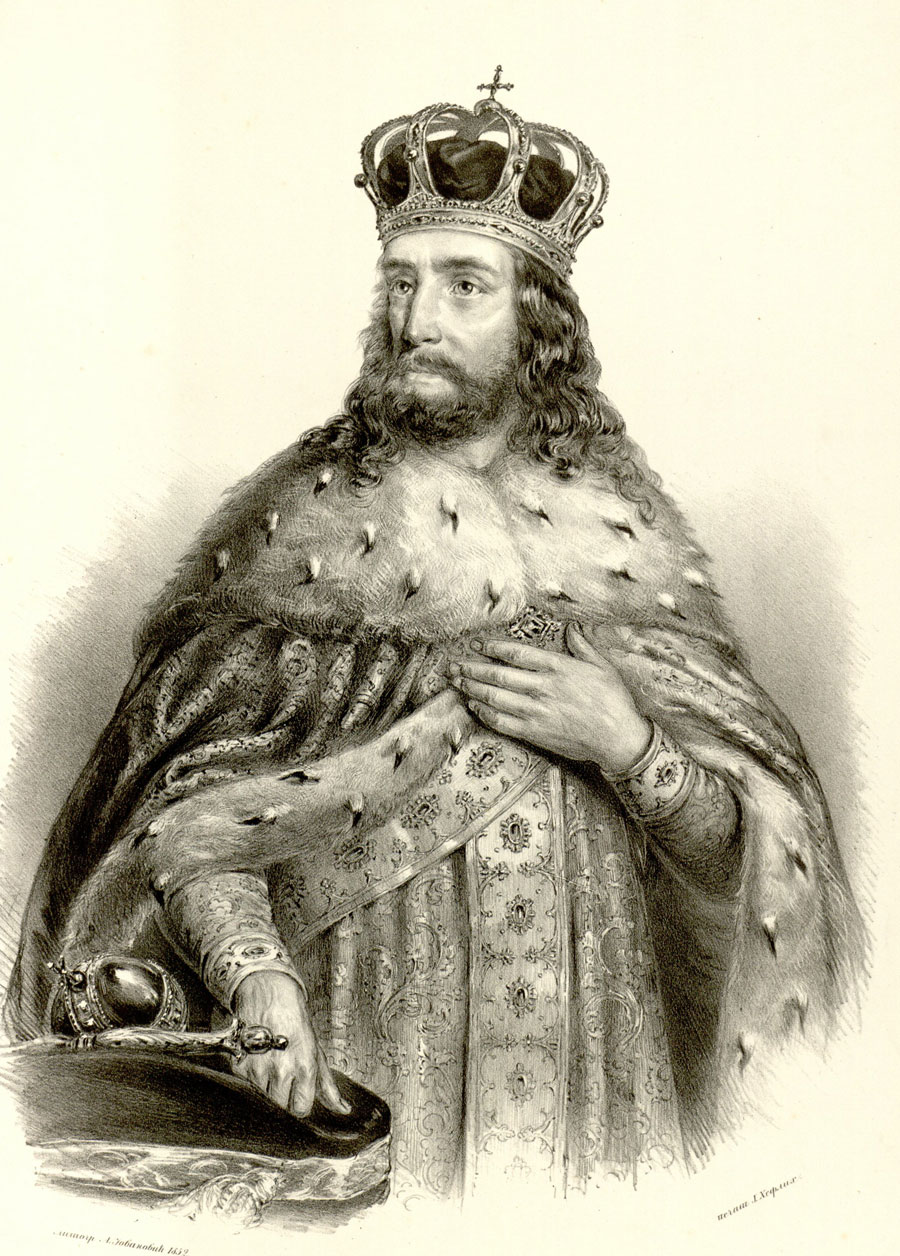
Стефан Урош III 1322-1331 Король Сербии
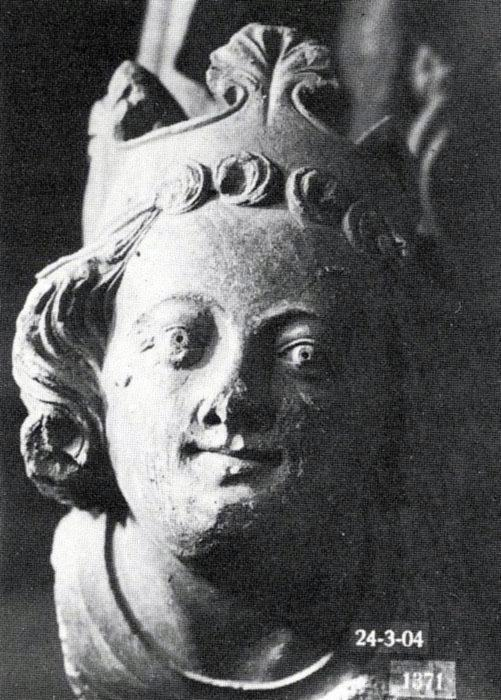
Магнус Эрикссон 1319-1343 Король Швеции и Норвегии
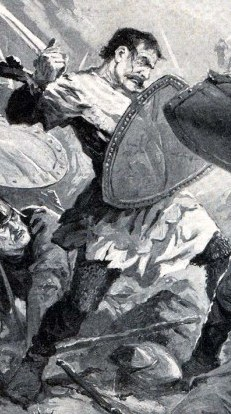
Михаил III Шишман 1323-1330 Царь Болгарии
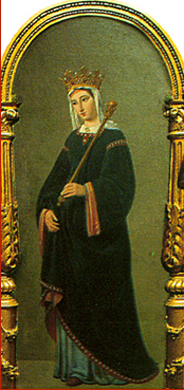
Жанна II 1328-1349 Королева Наварры
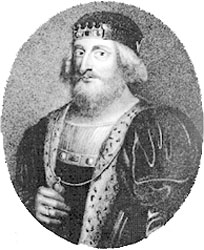
Давид II 1329-1332, 1336-1371 Король Шотландии
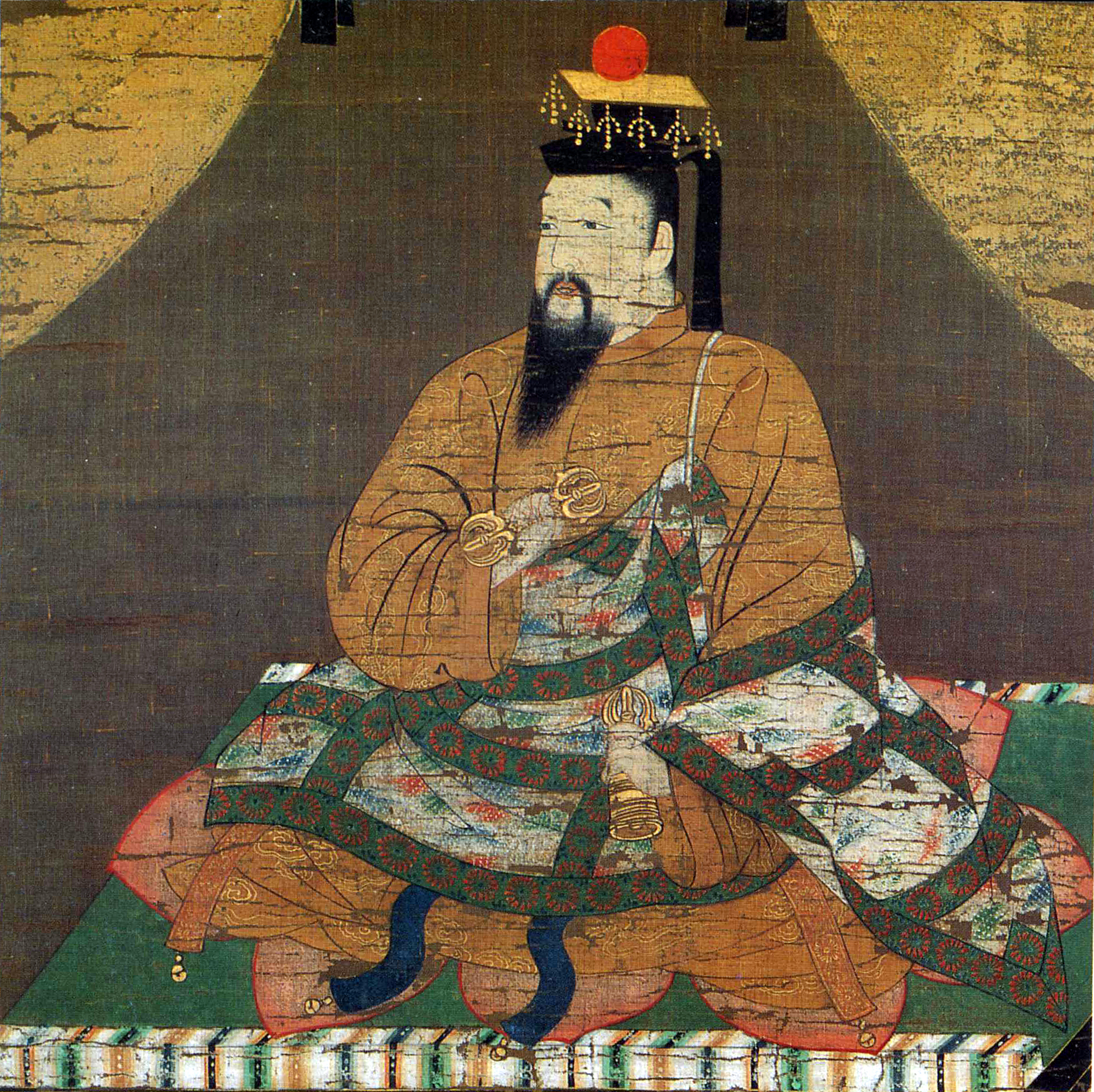
Го-Дайго 1318-1339 Император Японии
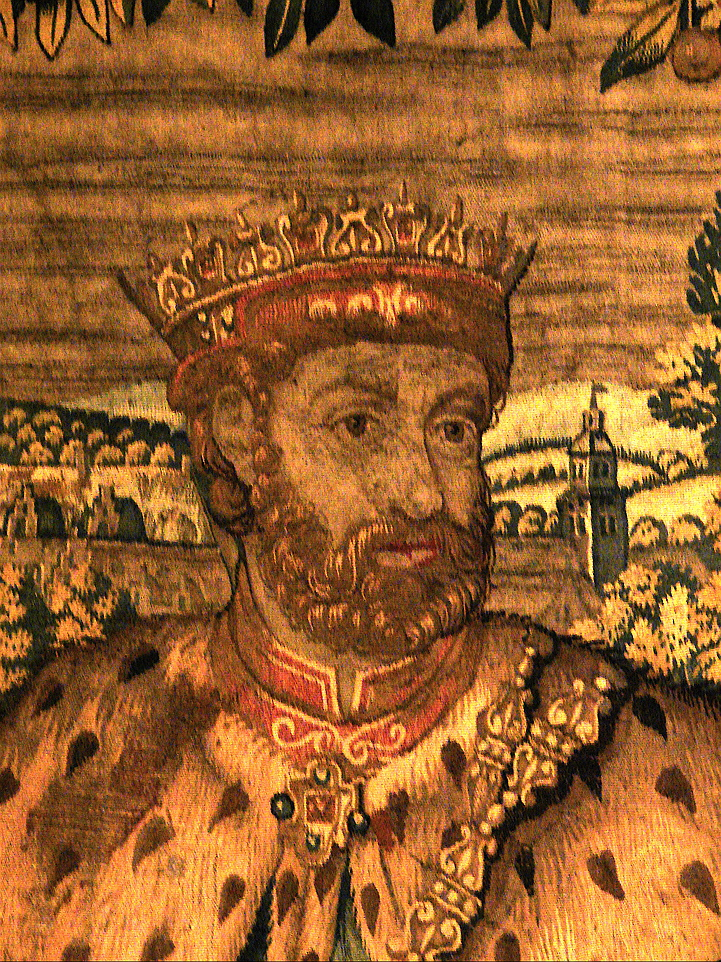
Кристофер II 1319-1326, 1329-1332 Король Дании
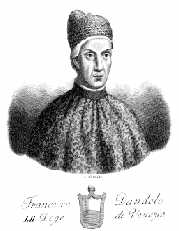
Франческо Дандоло 1329-1339 Дож Венеции
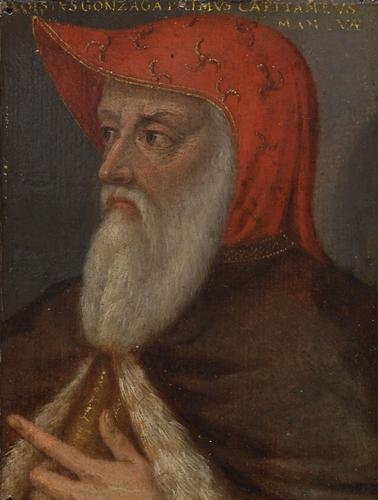
Лудовико I Гонзага 1328-1360 Народный капитан Мантуи
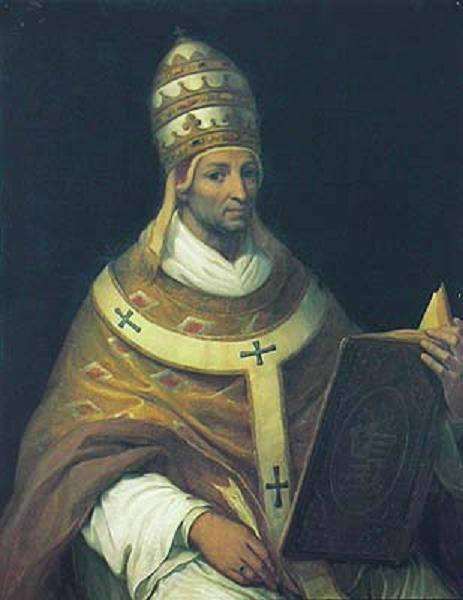
Иоанн XXII 1316-1334 Папа Римский